# Larbi Ben Barek
Larbi Ben Barek (seltener in der Schreibweise Benbarek), vollständiger Name Abdelkader Larbi Ben M'barek (arabisch العربي بن مبارك, DMG al-ʿArabiyy Bin Mubārak; * 15. Juni 1914, nach anderen Quellen 16. Juni 1914 oder 1917 in Casablanca, Marokko; † 16. September 1992 ebenda), war ein französisch-marokkanischer Fußballspieler.
Ben Barek war neben dem Uruguayer José Leandro Andrade und den Brasilianern Leônidas da Silva und Arthur Friedenreich einer der ersten bekannten schwarzen Fußballspieler. Der Halbrechte glänzte mit technischen Fähigkeiten, verwirrenden Dribblings, überraschenden Pässen und erfolgreichen Torschüssen.

## Historischer Exkurs
Die Quellen zu seinen Geburtsdaten sind uneinheitlich – Ben Barek selbst hat zeitweise 1917 genannt, ist später gar nicht mehr darauf eingegangen –, was den Verwirrungen während des „Großen Krieges“ geschuldet sein könnte, der sich zudem mit einer konfliktreichen, turbulenten Phase in Marokko in den ersten Jahrzehnten des 20. Jahrhunderts überlagerte (militärische Eroberung durch Frankreich unter Hubert Lyautey, Verlust der marokkanischen Souveränität [1912], antikolonialer Aufstand der Rif-Kabylen unter Abd el-Krim). Ob er dann sein letztes Länderspiel mit über 37 oder sogar mit über 40 Jahren bestritten hat, ändert nichts an der Tatsache, dass er bis heute (2023) einer der drei ältesten Spieler ist, der jemals in die Französische Fußballnationalmannschaft berufen wurde.
Um Ben Barek ranken sich einige Geschichten, die – wahr oder erfunden – viel über die Vorurteile aussagen, mit denen ein dunkelhäutiger Nordafrikaner (nicht nur in deutschen Zeitungen immer als Neger bezeichnet) in Europa seinerzeit konfrontiert wurde. So heißt es, er habe sich als junger Mann in Casablanca geweigert, bei Fußballspielen feste Schuhe zu tragen, und stattdessen in Pantoffeln Punktspiele bestritten. Und bei seinem ersten Länderspiel (1938 im faschistischen Italien) soll er von den neapolitanischen Zuschauern permanent ausgepfiffen worden sein, was zweifellos auch rassistisch motiviert war – woraufhin er auf dem Platz mit kräftiger Stimme die Marseillaise gesungen habe (vgl. auch Étienne Mattler), was ihm in Frankreich zu großer Popularität verholfen habe.

## Die Vereinskarriere
Mit dem Idéal Club Casablanca erreichte Larbi Ben Barek 1935 das marokkanische Pokalfinale; im selben Jahr soll er auch in der „Regionalmannschaft“ Marokkos gegen diejenige Algeriens gespielt haben, bevor ihn 1936 die Union Sportive Marocaine de Casablanca verpflichtete. Mit USM gewann er 1938 erstmals den marokkanischen Meistertitel und stand im selben Jahr auch im Endspiel um die Nordafrikameisterschaft, einem Wettbewerb der zwischen den Ligameistern aus dem französisch beherrschten Maghreb (Marokko, Algerien, Tunesien) ausgespielt wurde. 1938/39 schnürte Ben Barek für Olympique Marseille die Stiefel, bestritt alle 30 Spiele in der Division 1, erzielte dabei zwölf Tore, wurde französischer Vizemeister und Nationalspieler; Marseille soll über 40.000 Francs an Casablanca bezahlt haben, um sich seine Dienste zu sichern. Bei Kriegsausbruch kehrte Ben Barek nach Casablanca zurück, wo er weitere vier marokkanische Titel einheimste. Ab der Saison 1945/46 trat er für Stade Français Paris unter Helenio Herrera an, zunächst ein Jahr in der zweiten Liga (was aber regelmäßige Berufungen in die Équipe Tricolore nicht verhinderte), dann in der Division 1. Zwei fünfte Plätze für den Klub und ein Spitzenplatz für Ben Barek in der Torjägerliste (1947/48 Platz 5 mit 20 Treffern) waren die Ausbeute. 1948 wechselte er nach Madrid zu Atlético, verlor dadurch zwar seinen Platz in der Nationalmannschaft, gewann aber in fünf Jahren zweimal die spanische Meisterschaft. Nach zwei weiteren Spielzeiten mit Marseille in der D1 und dem Erreichen des Pokalendspiels 1954 beendete Larbi Ben Barek 1955 mit 38 (oder 41) Jahren seine Laufbahn – gekrönt durch sein spätes letztes Länderspiel (siehe unten). Anschließend hat er als Trainer gearbeitet, soweit bekannt aber nicht auf der Ebene, die er als Spieler erreicht hat.

### Stationen
(Für die Zeit bis 1938 sind die Quellen widersprüchlich)
- FC El Ouatane Casablanca (1928–193?; als Jugendlicher)
- Idéal Club Casablanca (?–1936)
- US Marocaine Casablanca (1936–1938)
- Olympique Marseille (1938–1939)
- US Marocaine Casablanca (1939–1945)
- Stade Français Paris (1945–1948)
- Atlético Madrid (1948–1953)
- Olympique Marseille (1953–1955)

## Der Nationalspieler
Bevor Larbi Ben Barek 1938 französischer Nationalspieler wurde, hat er auch Repräsentativspiele für Marokko bestritten, unter anderem im April 1937 gegen die französische B-Elf. Da Marokko erst 1956 unabhängig und sein Fußballverband erst 1959 Mitglied der FIFA wurde, zählen diese Einsätze allerdings nicht als offizielle Länderspiele.
Zwischen Dezember 1938 und Oktober 1954 spielte Larbi Ben Barek insgesamt 17 mal in der Équipe Tricolore (12 Spiele für Stade Français, fünf für Marseille) und erzielte dabei drei Tore. Seine internationale Karriere für Les Bleus zerfiel in drei Abschnitte: vier (nach anderen Quellen fünf) Einsätze bis Mai 1939, zwölf (nach anderer Quelle elf) Einsätze von Dezember 1945 bis Juni 1948 sowie eine letzte Berufung im Oktober 1954. Er war also eigentlich („netto“) nur während knapp drei Jahren Nationalspieler und der Krieg verhinderte mit großer Wahrscheinlichkeit eine weitaus höhere Zahl an Einsätzen. Aber mit einem Gesamtzeitraum von 15 Jahren und zehn Monaten zwischen erster und letzter Berufung hält er bis heute ebenso Frankreichs Rekord wie hinsichtlich seines Alters bei seinem letzten Länderspiel (siehe oben, „Historischer Exkurs“).
Dass Ben Barek überhaupt am 16. Oktober 1954 in Hannover gegen den „frischgebackenen“ Weltmeister Deutschland aufgeboten wurde, hängt vor allem mit der Umbruchsituation zusammen, in der die Franzosen sich nach ihrem enttäuschenden Abschneiden in der Schweiz befanden. Der neue (und nur ein Jahr amtierende) Trainer Jules Bigot bildete vor allem Läuferreihe und Sturm um: zur Ergänzung der jüngeren Stammspieler Kopa und Vincent suchte er nach geeigneten Talenten, und dabei fiel sein Auge auch auf den 37- oder 40-jährigen Marokkaner, der in Marseille gerade seinen x-ten Frühling erlebte. Das Experiment war nur von kurzer Dauer und endete für Ben Barek fast schon tragisch, für die Équipe Tricolore aber positiv: nach einer Attacke von Herbert Erhardt zog Ben Barek sich eine Zerrung zu und wurde in der 27. Minute durch Jacques Foix ersetzt, der danach zwei Tore zu Frankreichs 3:1 beim Weltmeister beisteuerte.

## Palmarès
- Französischer Vizemeister: 1939 (mit Marseille)
- Französischer Pokalfinalist: 1954 (mit Marseille)
- Spanischer Meister: 1950, 1951 (mit Atlético Madrid)
- Marokkanischer Meister: 1938, 1940, 1941, 1942, 1943 (mit US Marocaine Casablanca)
- Längste Nationalmannschaftskarriere und ältester Nationalspieler aller Zeiten in Frankreich

## Auszeichnungen
1998 wurde er posthum mit dem FIFA-Verdienstorden ausgezeichnet.